# تييري ستيفو
تييري ستيفو مواليد 14 يونيو 1956، هو لاعب كرة مضرب بلجيكي سابق وكان يلعب باليد اليمنى. أعلى تصنيف له في الفردي كان المركز الـ 195 في سنة 1982. أعلى تصنيف له في الزوجي كان المركز الـ 185 في سنة 1983.

## النهائيات

### الزوجي: (1)
| الرقم | السنة | الدورة          | الأرضية | الشريك      | المنافس في النهائي    | النتيجة في النهائي |
| ----- | ----- | --------------- | ------- | ----------- | --------------------- | ------------------ |
| 1.    | 1982  | بورتو, البرتغال | ترابية  | ليبور بيميك | أندي كولبرج روبي فنتر | 4–6, 7–6, 7–5      |

## روابط خارجية
- تييري ستيفو على موقع رابطة محترفي التنس (الإنجليزية)
- تييري ستيفو على موقع الاتحاد الدولي لكرة المضرب (الإنجليزية)
- تييري ستيفو على موقع كأس ديفيز (الإنجليزية)
- تييري ستيفو على موقع خلاصة التنس.كوم (الإنجليزية)